# Trachykarpus žíněný
Trachykarpus žíněný (Trachycarpus fortunei), česky též drsnoplod Fortuneův nebo lidově palma konopná, je velice oblíbený (široce kultivovaný druh, jenž není znám z volné přírody), značně odolný, pročež masově a běžně (v teplejších oblastech mírného pásu) pěstovaný druh palmy, s nímž je možno setkat se i v České republice. Pěstuje se jako pokojová i venkovní rostlina. Rostlina pochází z nevelkého rodu asijských palem. Jedná se o rod trachykarpus (Trachycarpus), jenž zahrnuje celkem 9 druhů rostlin, z nichž právě druh Trachycarpus fortunei je nejznámějším.

## Popis
Z pevného kmene, jenž zajišťuje maximální celkovou výšku rostliny až 15 metrů, vyrůstají charakteristické tmavě zelené listy tvořící na vrcholu rostliny vějíř, který dosahuje průměru až 110 cm. Při odpovídající péči může být tato palma pěstována i v České republice. Lze ji spatřit též ve sbírkách českých botanických zahrad. Ve volné zemi na území České republiky přirůstá vzrostlá konopná palma (s výškou kmene okolo 2 m) až 30 cm za kalendářní rok a za tu dobu vytvoří 12 až 15 listů. Rostlina má ráda půdu s příměsí písku a to hlavně z důvodu dobrého odvodnění okolí především před zimním obdobím.

## Rozšíření
Rostlina je původem ze střední a severovýchodní Číny. V Číně tento druh palmy dosahuje geograficky nejdále na sever (až po jih provincií Šen-si a Kan-su ve střední Číně). Jako nepůvodní rostlina roste i v Japonsku. Jsou to vesměs horské palmy, některé druhy včetně právě Trachycarpus fortunei vystupují až do nadmořských výšek okolo 2 400 metrů. V Evropě je pěstována v Německu, Rakousku, ale i v Dánsku a Švédsku. Rostlina Trachycarpus fortunei je v teplejších oblastech Evropy (včetně Britských ostrovů) i v jiných temperátních oblastech světa (např. na jižním ostrově Nového Zélandu a na Tasmánii) často pěstována jako okrasná palma.

## Mrazuvzdornost
Z hlediska mrazuvzdornosti je to jedna z nejodolnějších palem vůbec. Snáší bez poškození mrazy až −13 °C a je schopna přežít teploty až −26 °C. Ve své domovině (Číně) přežije palma konopná bez znatelného poškození i krátkodobě vystavení teplotám až do −21 °C. Při zajištění sušších podmínek během zimního období přežívá rostlina na území ČR bez poškození i relativně velké mrazy (ale jen po dobu pár hodin) až do −17 °C. Bez poškození v naprostém suchu a pod přístřeškem přežije dospělý jedinec až −8 °C. Pokud se jedná o mladé palmy konopné, ty je třeba vždy chránit před příchodem mrazů nižších než −5 °C. Proti poškození mrazem je vhodné chránit rostlinu proti dešti a sněhu tak, aby nedošlo ke zmrznutí vody ve vrcholu stonku (srdci) rostliny. Toto opatření je třeba ještě doplnit zakrytím okolní půdy proti promrznutí, např. vrstvou suchého listí (ideální je ale zimování rostlin ve skleníku). Listy omrzávají už při −8 ° až −9 °C. Pokud listy omrznou a není poškozen stonek rostliny, konopná palma na jaře znovu bohatě obrazí. Pokud je konopná palma pěstována jako pokojová, doporučuje se v letních měsících umístit rostlinu např. na balkon, naopak v zimním období pak raději do chladné místnosti s teplotou od 5 °C do 15 °C. V zimních měsících je třeba omezit zálivku a rostlinu nehnojit.

## Pěstování ze semen
Semena před výsevem (v ČR je možný kdykoliv během roku) se máčí několik dní v pravidelně měněné vlažné vodě. Výsev semen se provádí do hloubky 5 mm a doba klíčení (při teplotách 28 °C a vyšších) není pravidelná a může dosahovat i doby několika měsíců. Během celého procesu je třeba udržovat substrát mírně vlhký a ideální je také vysoká vzdušná vlhkost. Mladé rostliny se doporučuje po vyklíčení přemístit na slunečné nebo polostinné místo (s teplotou kolem 20 °C až 25 °C), nikoliv na přímé slunce. Konopné palmy se pěstují v dobře propustném, výživném substrátu s příměsí rašeliny a písku. Dno nádoby (kořenáče) by mělo obsahovat drenáž v podobě štěrku či hrubého písku (nebo např. keramzit) pro udržení stálé vlhkosti substrátu. Zálivka konopné palmy by měla být pravidelná. V době vegetace je možné hnojit, v suchých dnech pak přidat i rosení listů rozprašovačem.

## Užití
Z vláken z kmene Trachycarpus fortunei se v Číně vyrábějí různé výrobky, jako např. provazy, hrubé oděvy, pláštěnky, koše, košťata a štětce.

Trachycarpus fortunei
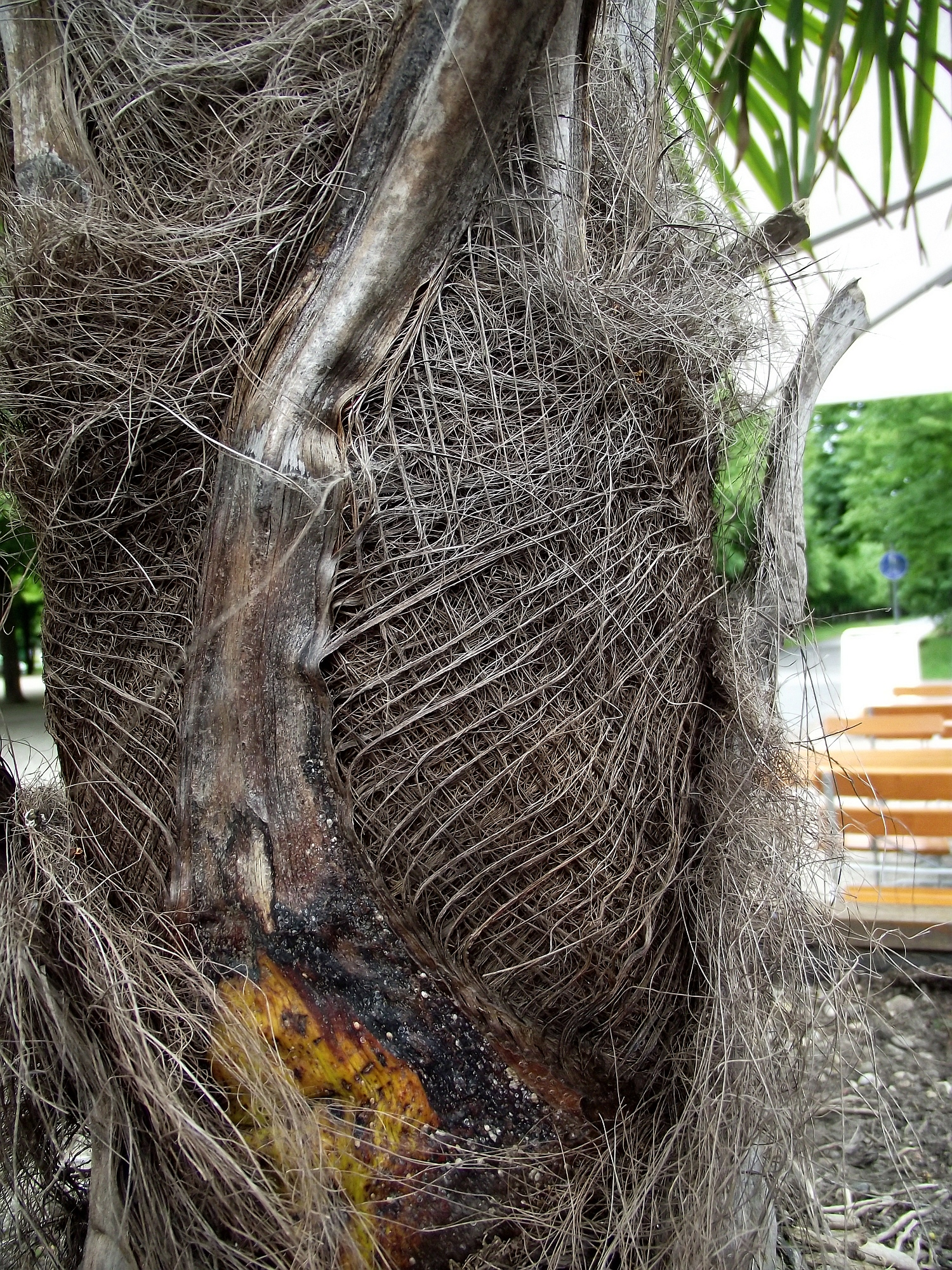
Kmen Trachycarpus fortunei s listovými pochvami
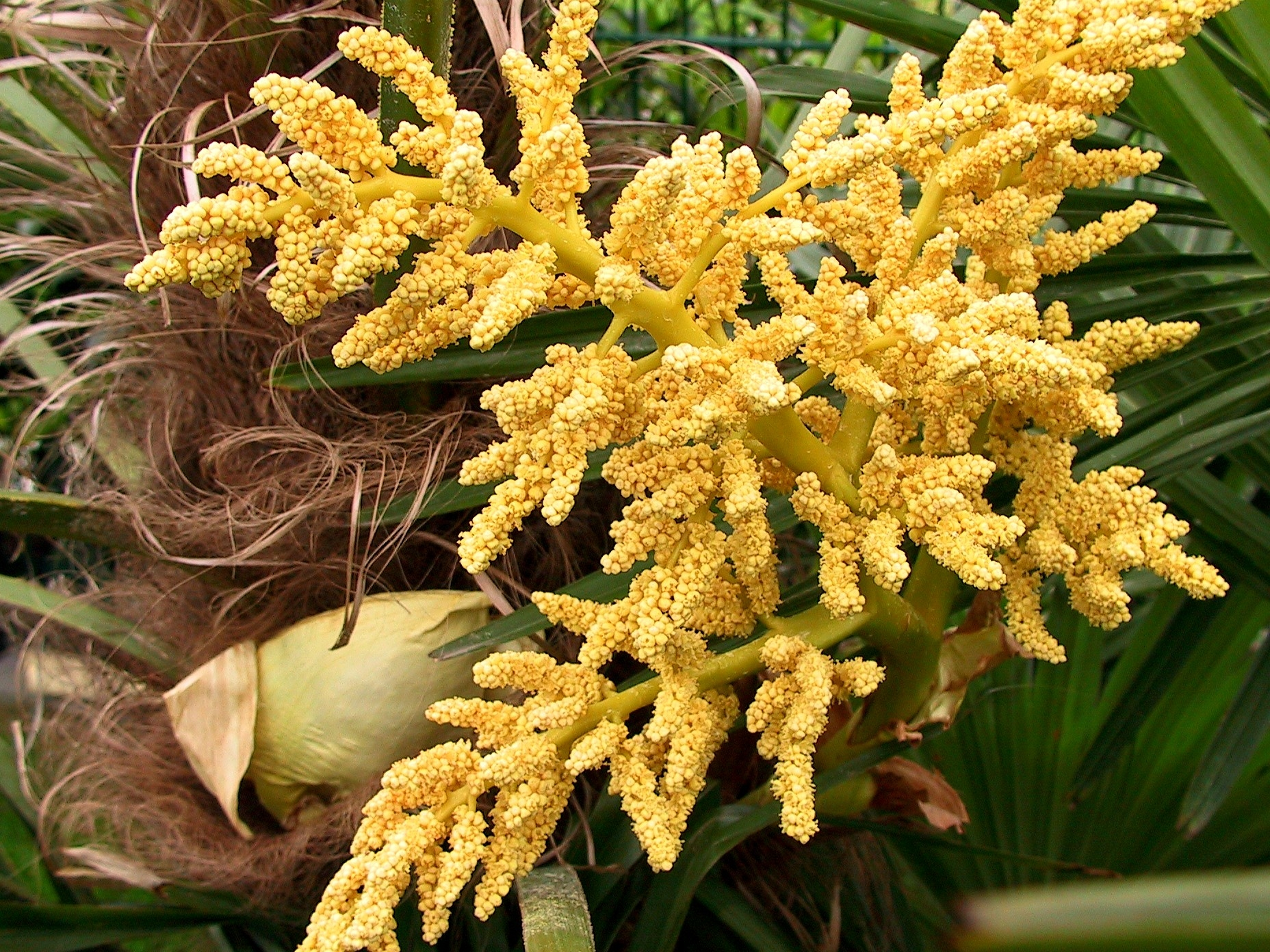
Samčí květenství Trachycarpus fortunei
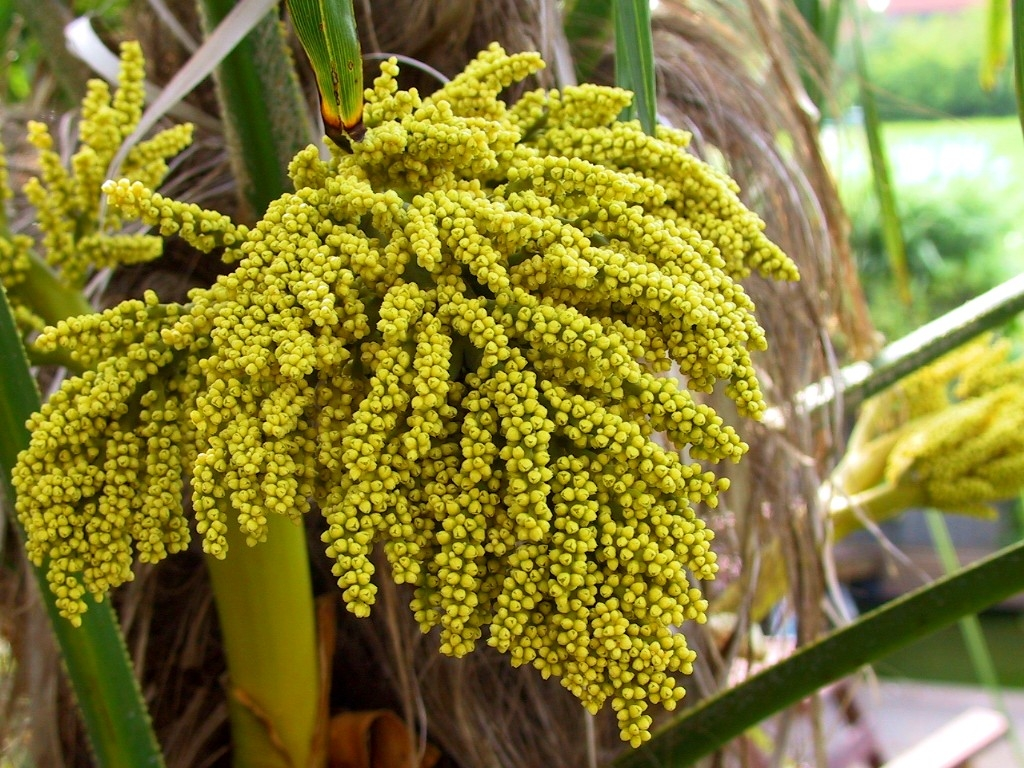
Samičí květenství Trachycarpus fortunei
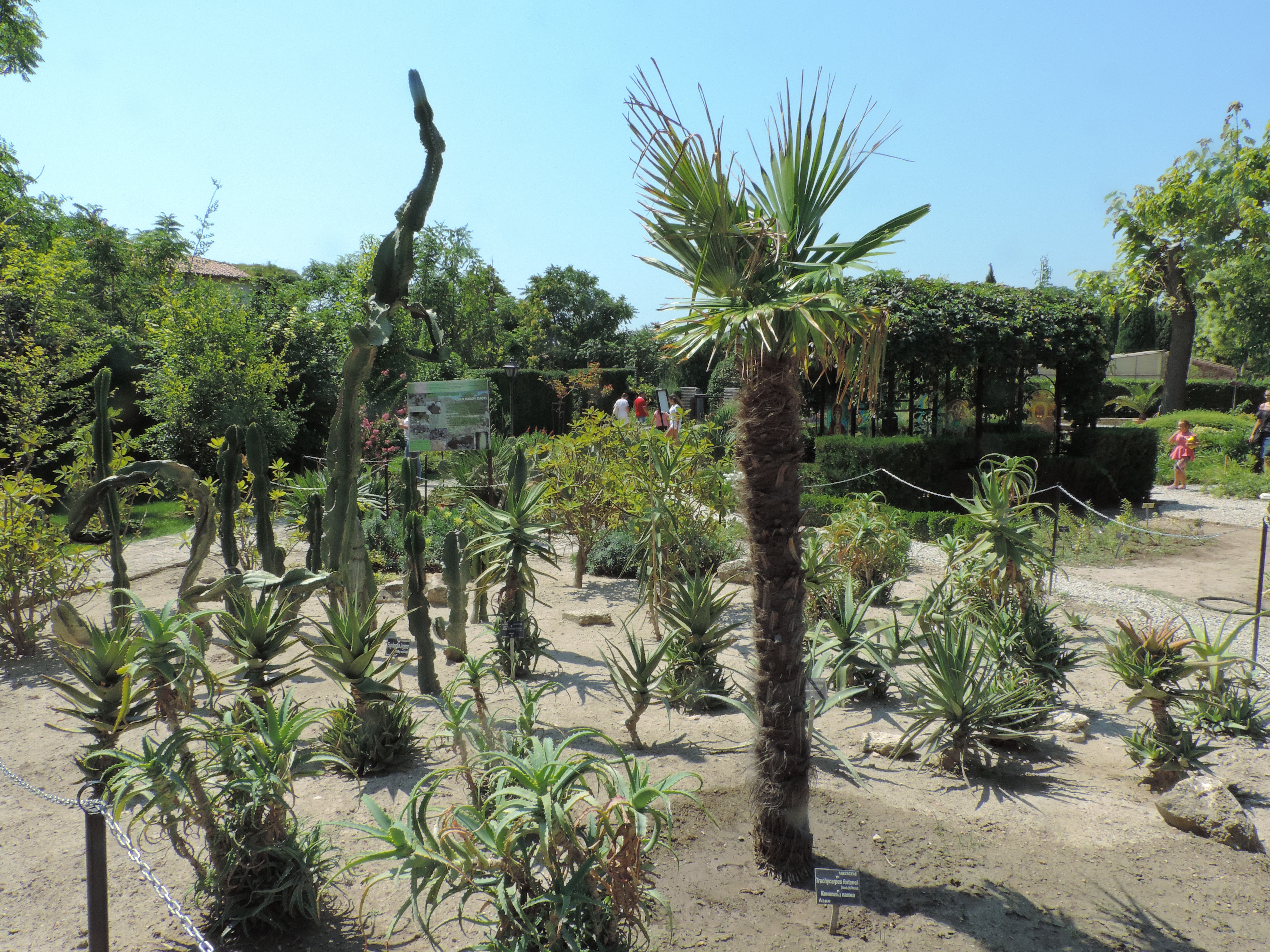
Trachycarpus fortunei v univerzitní botanické zahradě sofijské univerzity v Bulharsku
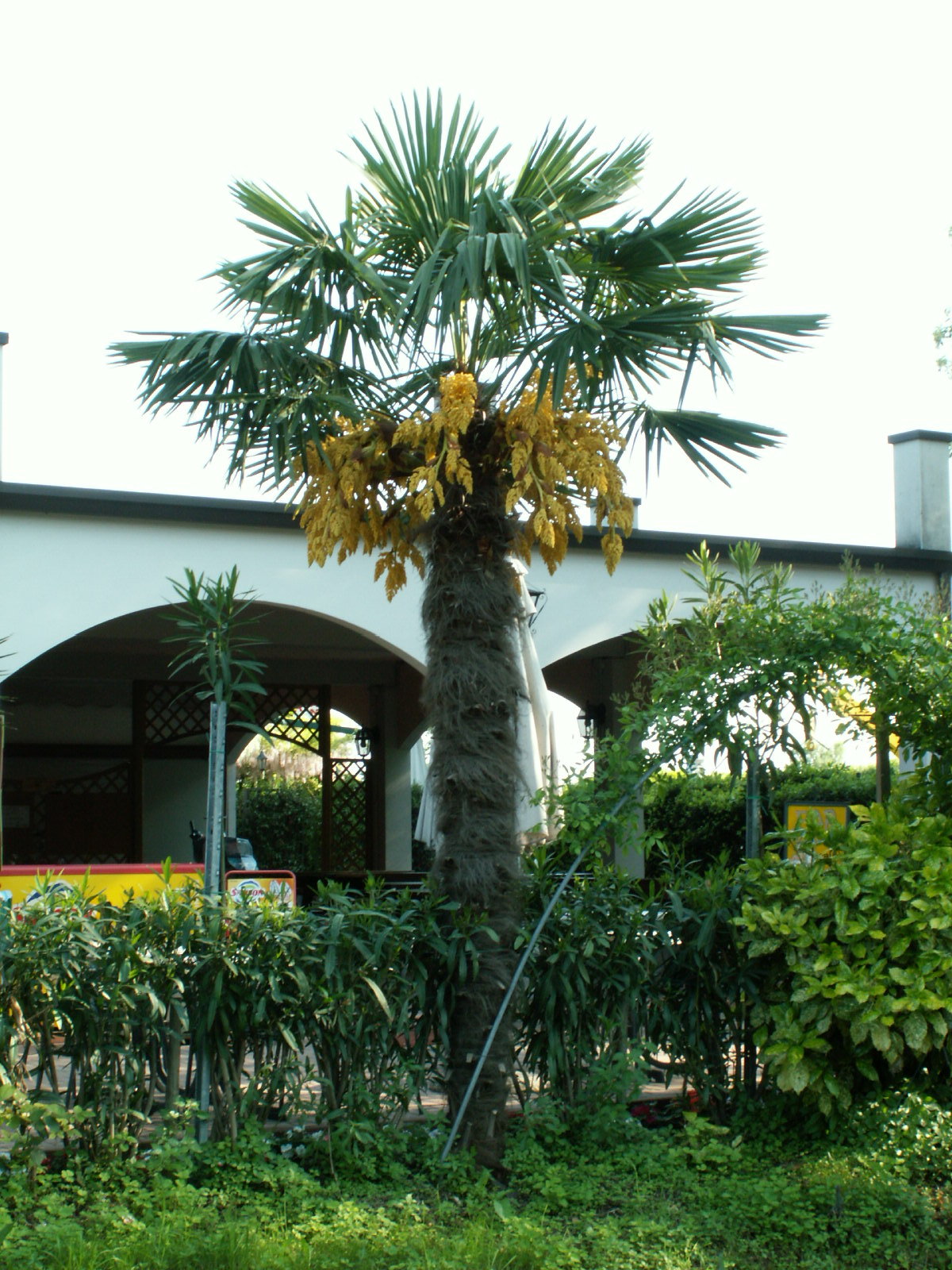
Trachycarpus fortunei
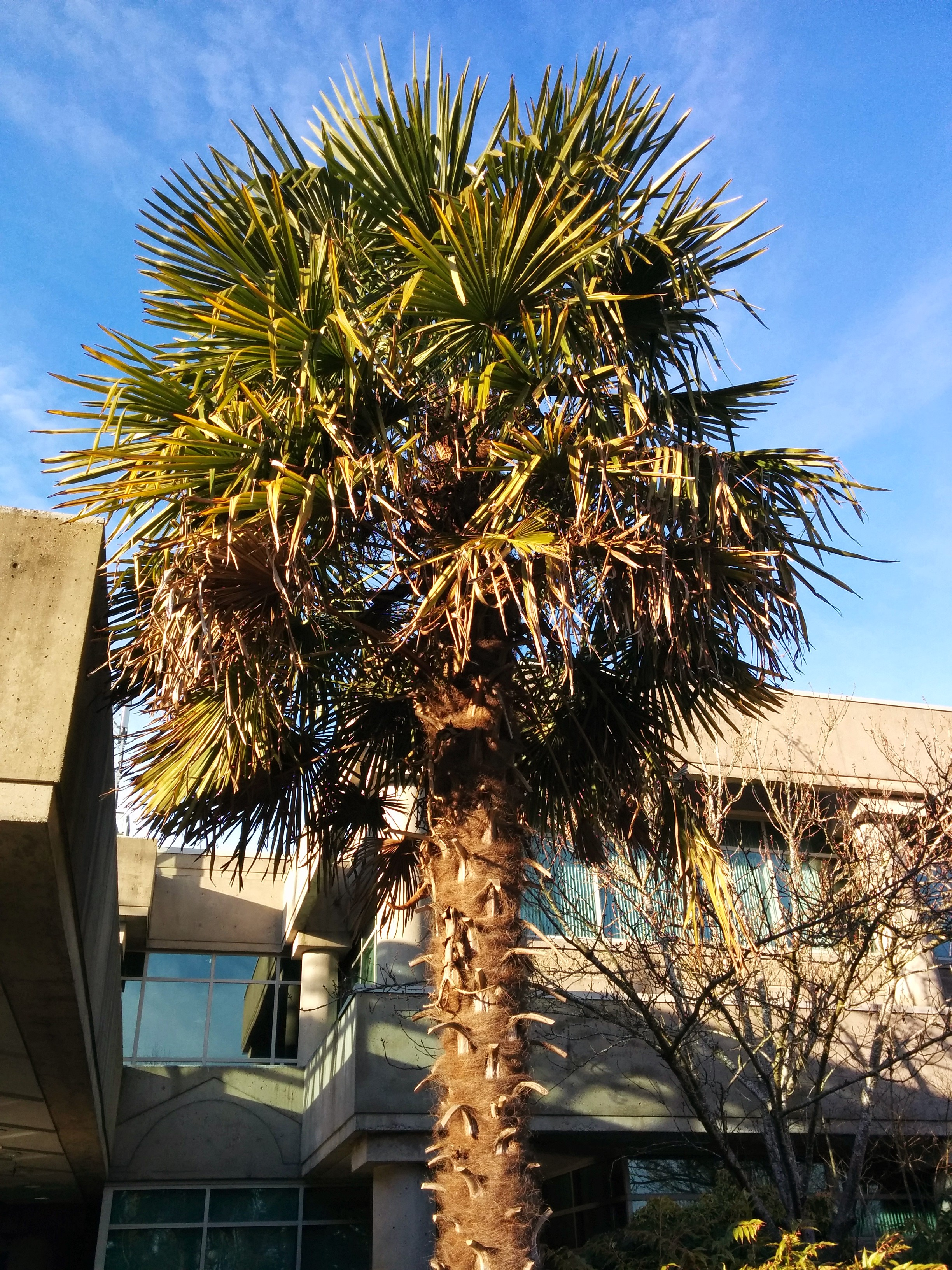
Trachycarpus fortunei v kanadském Vancouveru
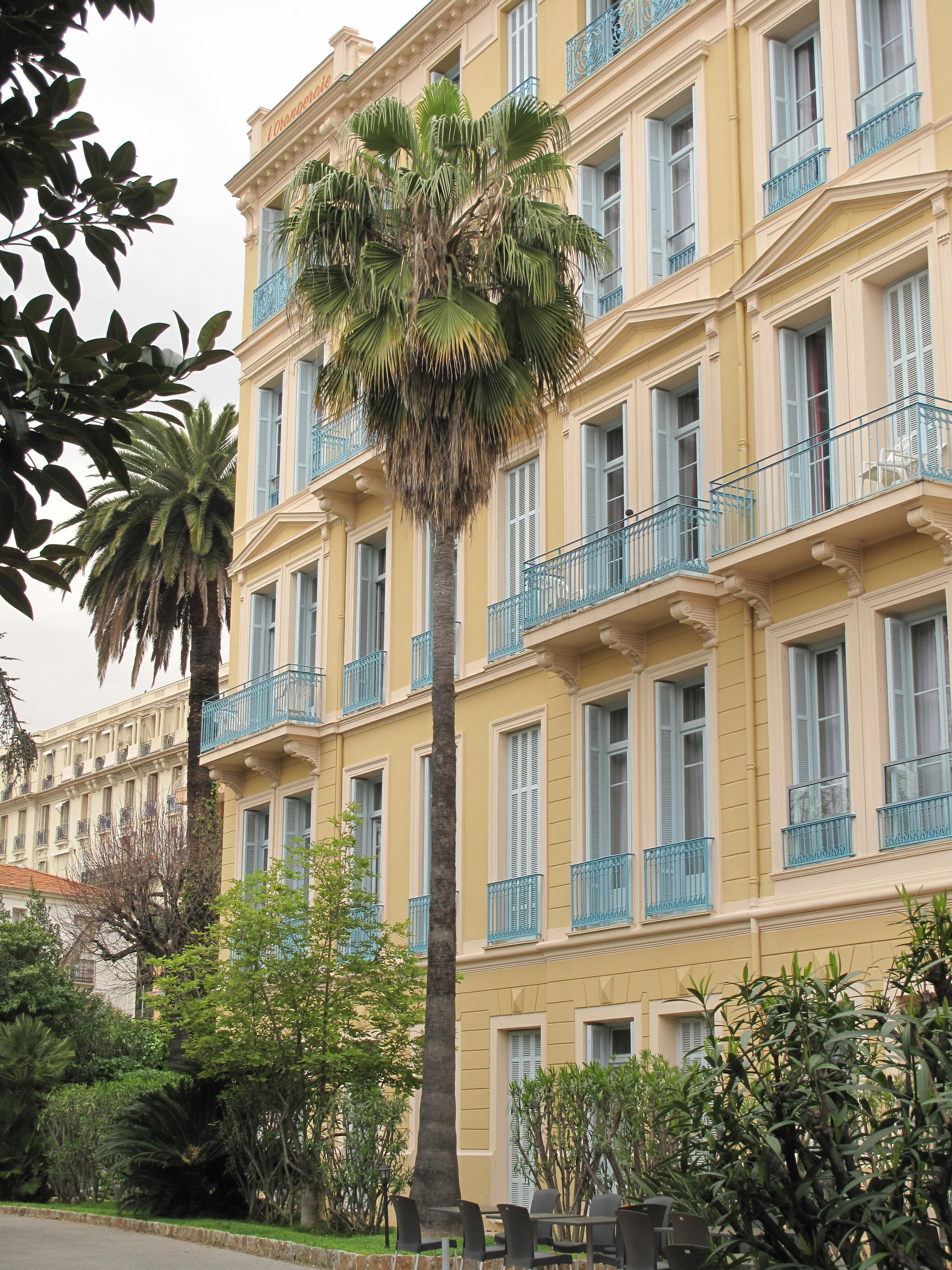
Starší exemplář Trachycarpus fortunei ve Francii
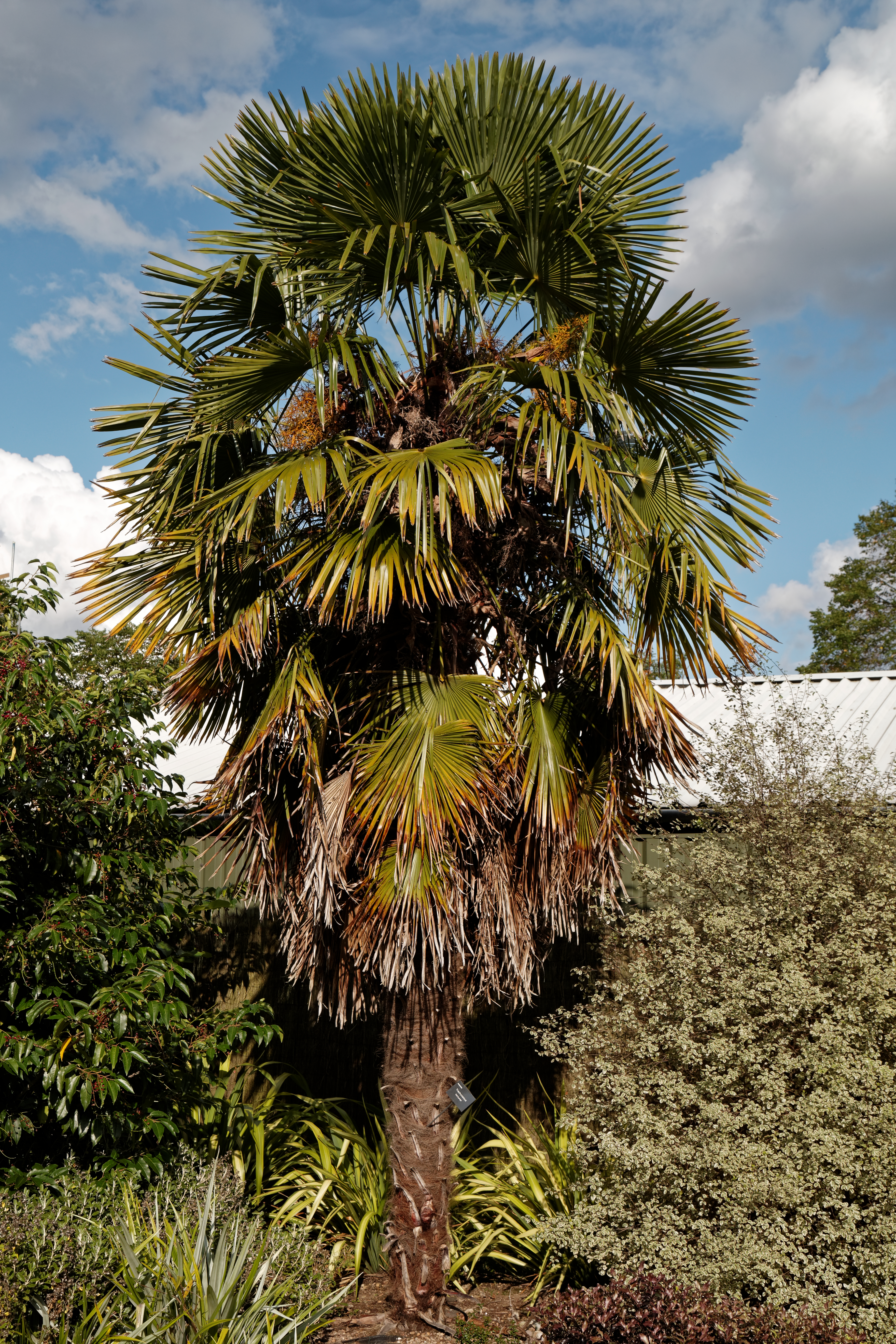
Trachycarpus fortunei v Londýně
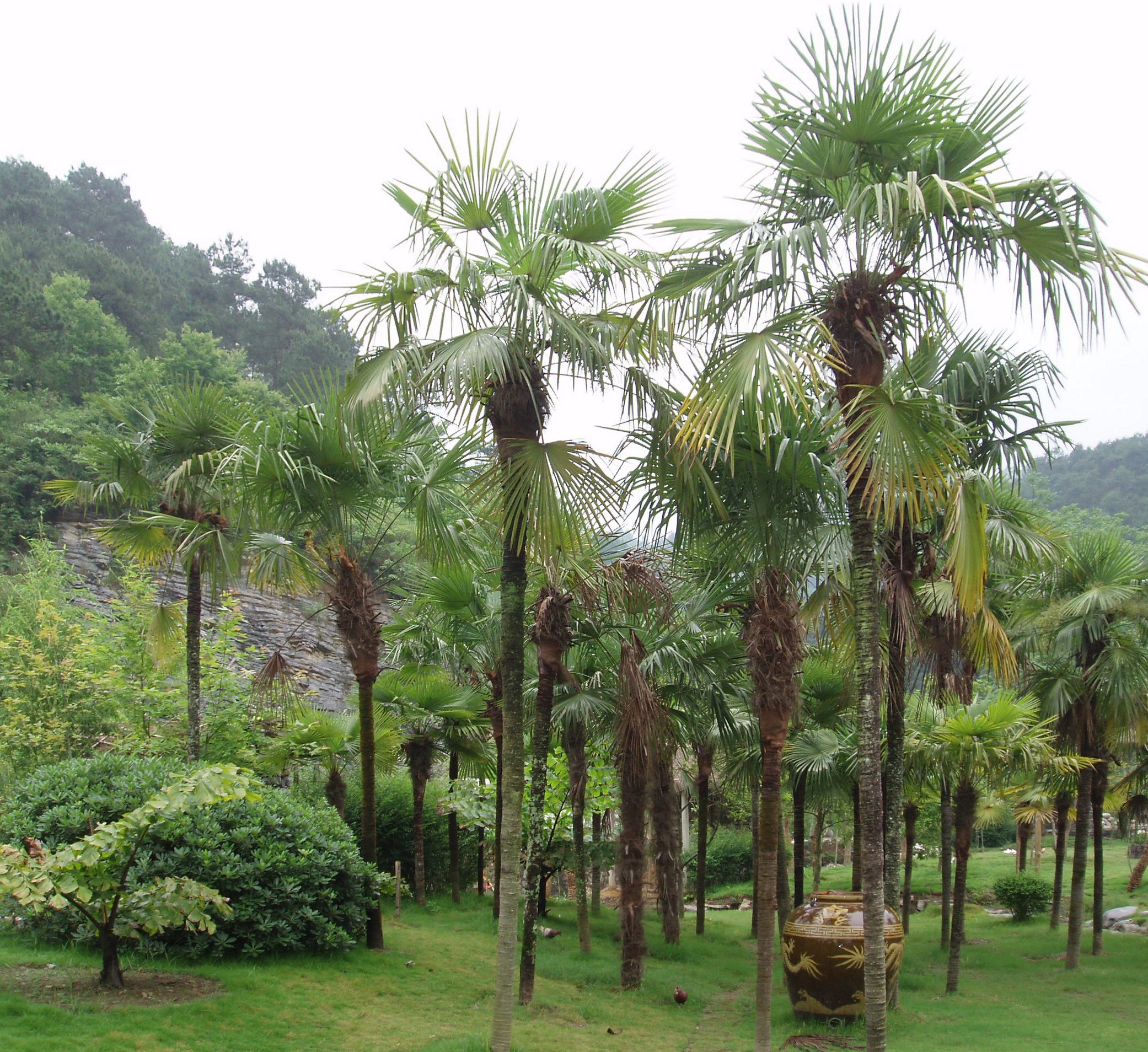
Skupina Trachycarpus fortunei
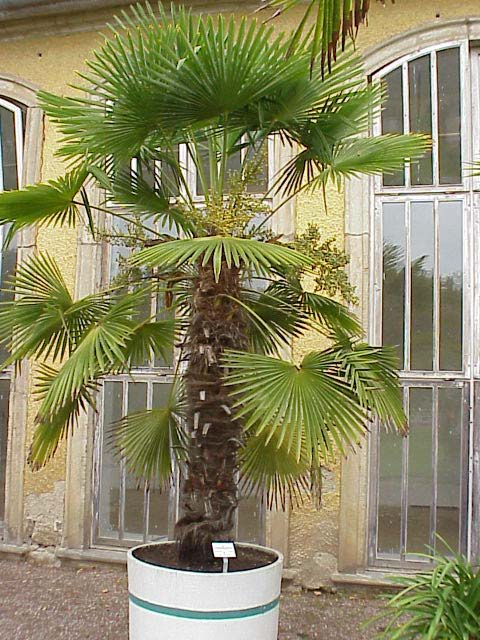
Trachycarpus fortunei